# República Popular Ucraniana

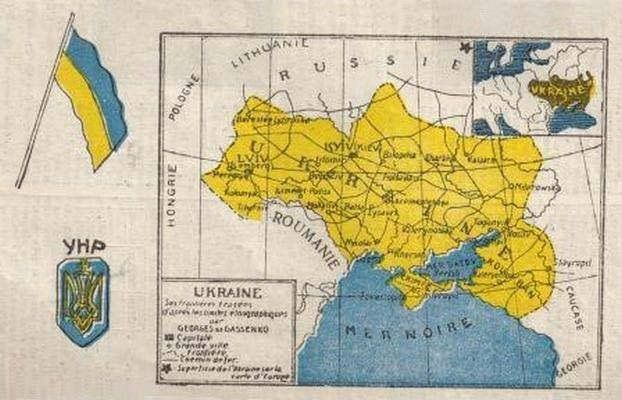
Mapa de la República Popular de Ucrania.

La República Popular Ucraniana (en ucraniano: Українська Народна Республіка, romanizado: Ukrayínska Narodna Respúblika; pronunciación en ucraniano: /ʊkrɑjinsʲkɐ nɑrɔdnɑ rɛspʊblikɑ/) fue un Estado ucraniano proclamado tras la Revolución de Octubre el 20 de noviembre de 1917, en el cual se reclamaban los territorios mayoritariamente habitados por ucranianos; la actual Ucrania, Kubán e importantes territorios de la actual Rusia, Bielorrusia y Polonia. Pese a esto, las fronteras de los territorios controlados no estuvieron claramente establecidas.
La existencia de la república se divide en dos períodos: la Rada Central Ucraniana, establecida entre noviembre de 1917 y abril de 1918, y el Directorio de Ucrania, establecido entre noviembre de 1918 y febrero de 1921. Estos dos períodos estuvieron interrumpidos por el golpe de Estado de Pavló Skoropadski y el consiguiente establecimiento del II Hetmanato, que estuvo apoyado por las Potencias Centrales. 
En el transcurso de la guerra de independencia de Ucrania, la república se unificó con la República Popular Ucraniana Occidental y tuvo que defender su independencia frente al movimiento bolchevique, al movimiento blanco, la Segunda República polaca y la RSFS de Rusia. Debido a la falta de estabilidad política, Ucrania perdió la guerra de independencia y fue anexada por la Unión Soviética en 1922, pasando el movimiento independentista ucraniano a la clandestinidad hasta el 24 de agosto de 1991, cuando Ucrania ratificó su independencia de la Unión Soviética adoptando la Declaración de Independencia de Ucrania.

## Historia

### Proclamación e independencia

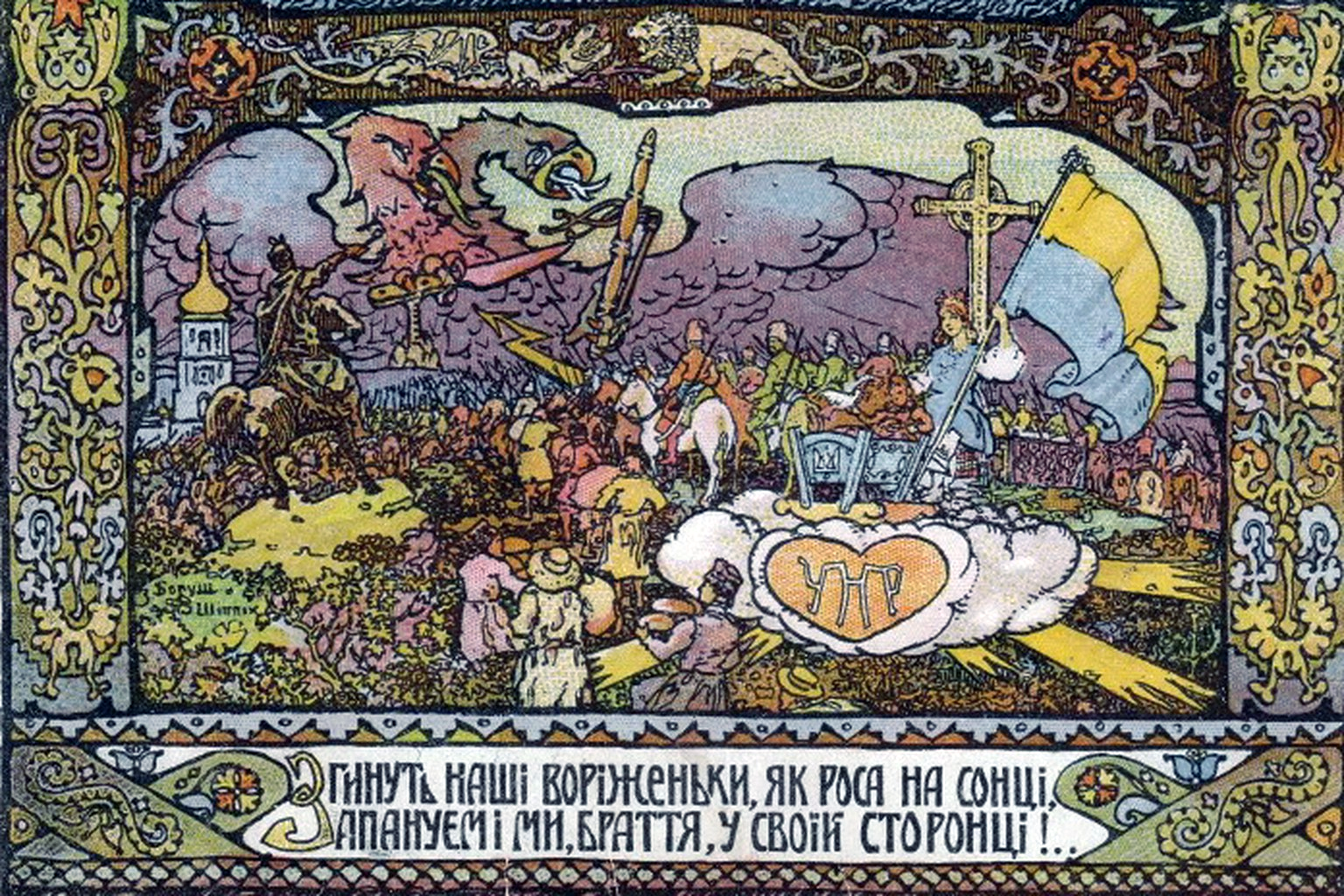
«Nuestros enemigos se desvanecerán como el rocío al sol»

El 8 de marzo de 1917, estalló la Revolución de Febrero en Petrogrado, la capital del Imperio ruso. El 15 de marzo de 1917, Nicolás II abdicó y la República Rusa emergió en lugar del imperio. En el país se estableció un poder dual, por un lado, el antiguo gobierno central fue reemplazado por el Gobierno provisional ruso que abogó por la continuación de la Primera Guerra Mundial, la primacía de la propiedad privada y la democratización de Rusia en el modelo occidental. Por otro lado, el Sóviet de Petrogrado y los sóviets que los bolcheviques y otros partidos socialistas formaron en las regiones que exigieron el fin de la guerra, la abolición de la propiedad privada, la transferencia de tierras a los campesinos y el establecimiento de un sistema socialista.
La Revolución de Febrero de 1917 se convirtió en el ímpetu para el desarrollo del movimiento nacional ucraniano. El 17 de marzo de 1917, la Rada Central Ucraniana se estableció en Kiev. Este era un organismo representativo de las organizaciones políticas y públicas de la ciudad. El 20 de marzo de 1917, su liderazgo fue elegido, encabezado por el historiador Mijailo Hrushevski. El 1 de abril de 1917, tuvo lugar en Kiev una manifestación ucraniana de 100 000 personas, que exigía la autonomía nacional y territorial de Ucrania, esta idea fue apoyada por los congresos de los partidos ucranianos: la Sociedad de Progresistas de Ucrania, el Partido Ucraniano de Socialistas-Revolucionarios y el Partido de los Trabajadores Socialdemócratas de Ucrania. Al mismo tiempo, entre marzo y abril, el proceso de formación de los sóviets tuvo lugar en las regiones de Ucrania.
Entre el 19 de abril y el 21 de abril de 1917, se celebró el Congreso Nacional de Ucrania en Kiev, en el que la Rada Central Ucraniana se transformó en el principal órgano representativo de las organizaciones políticas y públicas de Ucrania. La Rada Central decidió buscar la autonomía nacional-territorial de los ucranianos como parte de una Rusia federal y democrática. La Rada Central se componía de diputados de diversas regiones y clases sociales, y comenzó a desempeñar las funciones del parlamento interino ucraniano.

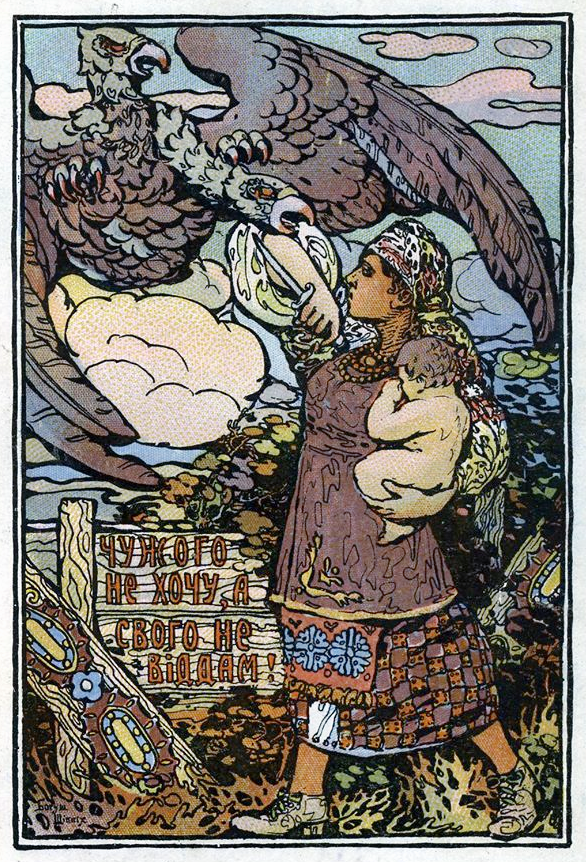
«¡No quiero lo ajeno y no entregaré lo mío!»

En mayo de 1917, se fundó el Partido Ucraniano Democrático-Agrícola, que tomó la posición de la declaración inmediata de independencia de Ucrania.

#### Primera proclama universal
En mayo de 1917, la Rada Central comenzó a conversar con el gobierno provisional ruso sobre el reconocimiento de la autonomía de Ucrania y la definición de sus fronteras. Sin embargo, las demandas ucranianas fueron ignoradas, debido a esto, el 23 de junio de 1917, la Rada Central adoptó por sí sola, la Primera Proclama Universal, que proclamó la autonomía de Ucrania como parte de la República Rusa:

««[...] Sin separarse de toda Rusia, sin romper con el estado ruso, dejar que el pueblo ucraniano en su tierra tenga derecho a organizar sus propias vidas. Deje que la Asamblea Nacional de Ucrania, elegida por votación universal, igual, directa y secreta, dé orden a Ucrania. Todas las leyes que deberían dar esa orden aquí en Ucrania, tienen el derecho de emitir solo nuestra asamblea ucraniana [...] »»

La Universal se promulgó en el Segundo congreso militar de Ucrania y ganó popularidad en la Rada Central. Esta última formó un gobierno ucraniano temporal el 28 de junio de 1917, la Secretaría General, encabezada por Volodímir Vinnichenko, que comenzó nuevas conversaciones con el Gobierno provisional ruso para reconocer la proclamada autonomía.

#### Segunda proclama universal
El 16 de julio de 1917, como resultado de difíciles negociaciones con las autoridades rusas, la Rada Central Ucraniana adoptó la Segunda Proclama Universal, que abolió la autonomía de Ucrania, posponiendo su proclamación hasta la convocación de la Asamblea Constituyente Rusa:

««Nosotros, la Rada Central, que siempre ha defendido no separar a Ucrania de Rusia, trabajar juntos con todos los pueblos para el desarrollo y la prosperidad de toda Rusia y para la unidad de sus fuerzas democráticas [...] Considerando que la formación de un organismo regional del Gobierno Provisional Ucrania proporciona la aproximación deseada de la gobernanza a las necesidades de la población local dentro de los límites de la Asamblea Constituyente, y al reconocer que el destino de todos los pueblos de Rusia está fuertemente vinculado a los logros comunes de la revolución, nos oponemos firmemente a las intenciones de la autonomía de Ucrania a la Asamblea Constituyente Rusa [...] »»

Los acuerdos de la Rada Central con el gobierno provisional ruso fueron considerados por parte de la sociedad ucraniana como una traición. El 17 de julio de 1917, para declarar la independencia de Ucrania, se llevó a cabo una manifestación armada de unidades militares ucranianas, el segundo regimiento ucraniano que llevaba el nombre de Pavló Polubotko. La acción fue suprimida por los militares rusos a petición de la dirección de la Rada Central.
El 4 de agosto de 1917, el Gobierno provisional ruso emitió una instrucción a la Secretaría General de Ucrania designándola como su representante en Ucrania. Las provincias de Kiev, Poltava, Podolia y Volinia, así como una parte de la provincia de Cherníhiv sin la región de Starodub, fueron transferidas a la supervisión de la Secretaría General.
Del 21 al 28 de septiembre de 1917, por iniciativa de la Rada Central, se celebró en Kiev el Congreso de los Pueblos de Rusia, que aprobó el curso de la Rada Central para crear autonomía nacional-territorial para los ucranianos y otras nacionalidades dentro de la Rusia federal. Al mismo tiempo, la formación de la Guardia Roja y el bolchevismo de los soviéticos estaba en marcha en las regiones ucranianas. Bajo la influencia de los bolcheviques, adoptaron resoluciones sobre la transferencia inmediata del poder a los soviéticos.

#### Tercera proclama universal
El 7 de noviembre de 1917, se produjo la revolución bolchevique en Petrogrado. El Gobierno provisional ruso fue derrocado por los bolcheviques, liderados por Vladímir Lenin que formaron el Consejo de Comisarios del Pueblo de Rusia, que se convirtió en el nuevo gobierno del país. El 26 de octubre, los bolcheviques intentaron tomar el poder en Kiev, en pugna con los partidarios del Gobierno provisional y la Rada Central Ucraniana estableció su control sobre la ciudad. El 20 de noviembre de 1917, por iniciativa propia, se adoptó la Tercera Proclama Universal, que proclamó el establecimiento de la República Popular de Ucrania como una autonomía dentro del estado ruso:

««De ahora en adelante, Ucrania se convertirá en la República Popular de Ucrania. Sin separarnos de la República Rusa y preservar su unidad, nos mantendremos firmes en nuestra tierra, para que toda la República Rusa se convierta en una Federación de pueblos iguales y libres. Hasta la Asamblea Constituyente Ucraniana, todo el poder para crear orden en nuestras tierras, para dar leyes y reglas nos pertenece, a la Rada Central Ucraniana y a nuestro gobierno, la Secretaría General de Ucrania [...] »»

La República Popular de Ucrania incluía territorios habitados principalmente por ucranianos: Kiev, Podolia, Volinia, Cherníhiv, Poltava, Járkov, Ekaterinoslav, Jersón, Táurida sin Crimea. La adhesión de Kursk, Jolm, Vorónezh y otros territorios con la población ucraniana se resolvería mediante negociaciones. La Universal proclamó un amplio programa de reformas sociales y prometió comenzar las conversaciones de paz sobre la retirada de Ucrania de la Primera Guerra Mundial.
El 25 de noviembre de 1917, se celebraron las elecciones a la Asamblea Constituyente Rusa, incluida Ucrania. Los Socialrevolucionarios obtuvieron 374 escaños, los bolcheviques obtuvieron 180 escaños y los socialistas revolucionarios ucranianos 81 escaños. En las provincias ucranianas, los socialistas revolucionarios ucranianos y los partidos nacionales recibieron hasta el 70% de los votos.

#### Cuarta proclama universal

Territorio proclamado en 1918. En rosa está delimitada la frontera de Ucrania, en naranja están marcadas las zonas habitadas por ucranianos

Después del levantamiento bolchevique en Járkov el 24 de diciembre de 1917, el gobierno ucraniano dirigió una nota a la comunidad internacional indicando que mantendría las relaciones internacionales independientemente de Rusia. El 10 de enero de 1918, la delegación ucraniana, encabezada por Vsévolod Golubóvich y luego por Aleksandr Sevryuk, se unió a las conversaciones de paz en Brest-Litovsk entre los países de las Cuatro Alianzas y los bolcheviques. El 9 de febrero de 1918, en Brest, sería firmado el Tratado de Brest-Litovsk entre los representantes de los Imperios Centrales y los de la Rada Central Ucraniana, que precedió en casi un mes al que firmaron aquellos con el Gobierno ruso de Lenin. Los ucranianos buscaban el fin de la Primera Guerra Mundial en el frente ucraniano. También discutieron la cuestión de la entrada de Galitzia, Bucovina, Transcarpatia, Chełm y Podlaquia en la República Popular Ucraniana, o la formación de estas tierras de autonomía nacional-territorial como parte del Imperio austrohúngaro.
Debido a la política hostil del liderazgo ruso hacia Ucrania y la disolución de la Asamblea Constituyente Rusa por el Gobierno de Lenin ocurrida el 19 de enero de 1918, el 22 de enero de 1918, la Rada Central adoptó la Cuarta Proclama Universal. Proclamó la independencia de la República Popular Ucraniana de la República Rusa y pidió a los ucranianos que luchen contra los bolcheviques:

««Érase una vez, la República Popular Ucraniana se convirtió en un Estado independiente; independiente, libre y soberano del pueblo ucraniano ... llamamos a todos los ciudadanos de la República Popular de la Ucrania independiente a mantenerse firmes en la libertad y los derechos protegidos de nuestro pueblo y defender su destino ante todos sus enemigos.»» -Trabajador independiente de la República de Ucrania

### Guerra ucraniano-soviética

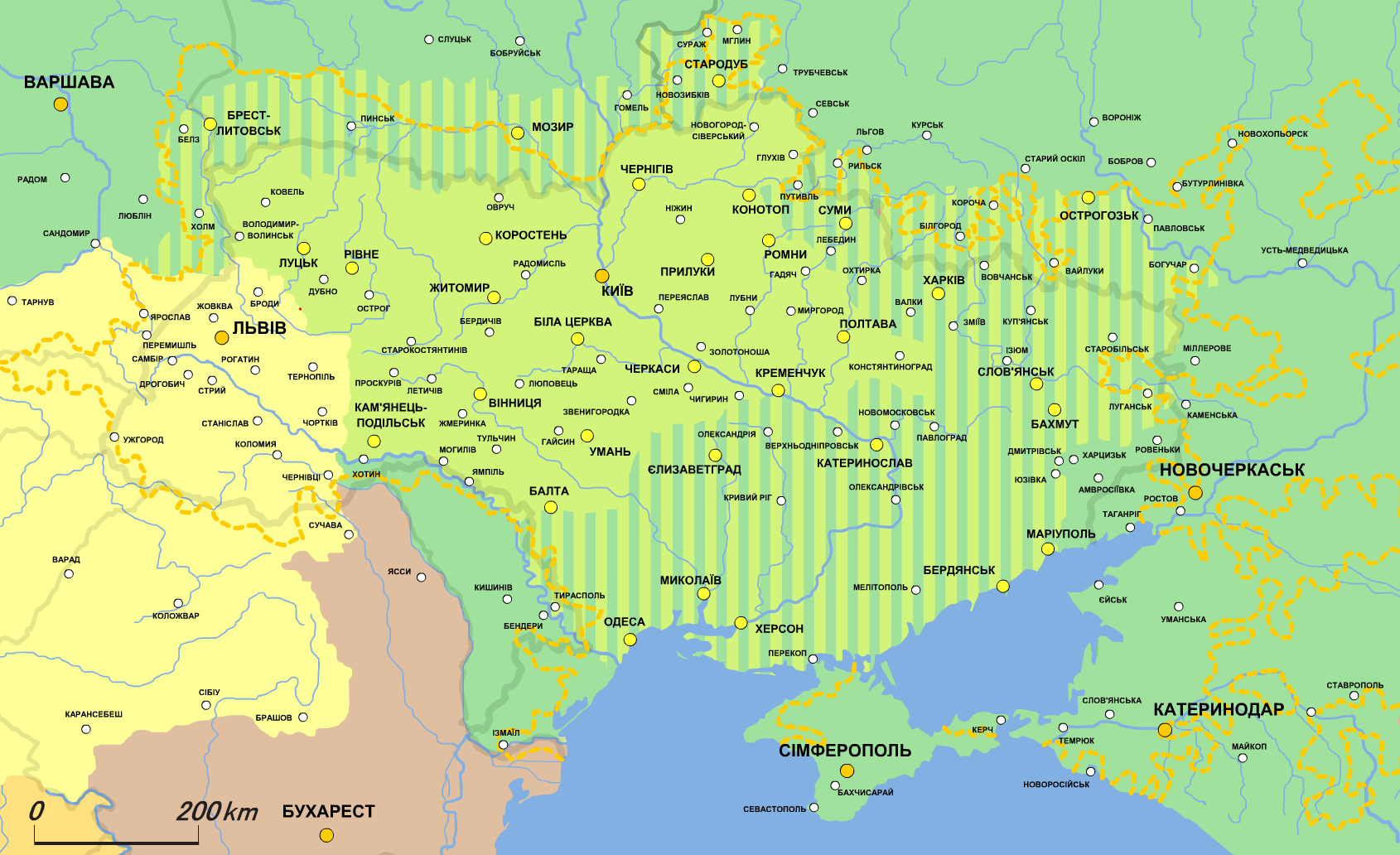
Ucrania durante la guerra soviético-ucraniana

La proclamación de la República Popular Ucraniana disgustó al gobierno bolchevique ruso en Petrogrado, llamado Consejo de Comisarios del Pueblo. En la noche del 11 al 12 de diciembre de 1917, los bolcheviques intentaron rebelarse en Kiev contra la Rada Central Ucraniana, pero fueron derrotados. Las unidades ucranianas desarmaron a sus tropas y las expulsaron de Ucrania. En respuesta, el 14 de diciembre de 1917, Petrogrado oficialmente emitió un ultimátum al gobierno ucraniano, exigiendo el fin del desarme y, de hecho, la rendición del poder. Al mismo tiempo, los bolcheviques convocaron el Congreso Panucraniano de los Sóviets en Kiev, en el que planearon hacerse cargo de la Rada Central mediante la reelección de sus miembros y liderazgo. A pesar de la presión, el 19 de diciembre los delegados del Congreso expresaron su apoyo a la Rada Central y su curso proclamado por la Tercera Universal, y el 20 de diciembre la propia Rada Central rechazó el ultimátum. Los planes de la dirección bolchevique se frustraron y se lanzó una agresión abierta contra la República Popular Ucraniana.
El 22 de diciembre de 1917, las tropas de la Guardia Roja bajo el mando de Vladímir Antónov-Ovséyenko, enviadas por el gobierno ruso, ocuparon Járkov. El 24 de diciembre, los bolcheviques abrieron un Congreso Panucraniano de los Sóviets alternativo en la ciudad conquistada, que proclamó la formación de la República Popular Ucraniana de los Sóviets con su capital en Járkov como una autonomía de la Rusia soviética. El 30 de diciembre de 1917, el órgano rector de esta entidad, el Comité Ejecutivo Central Panucraniano encabezado por Yujim Medvédev, emitió un manifiesto sobre el derrocamiento de la Rada Central, levantó la prohibición de la exportación de pan ucraniano a Rusia, impuesta por el gobierno ucraniano y convocó formalmente al Consejo de Comisarios del Pueblo. El 7 de enero de 1918, el ejército bolchevique ruso de 30 000 efectivos lanzó una ofensiva general contra Kiev.

### Paz de Brest

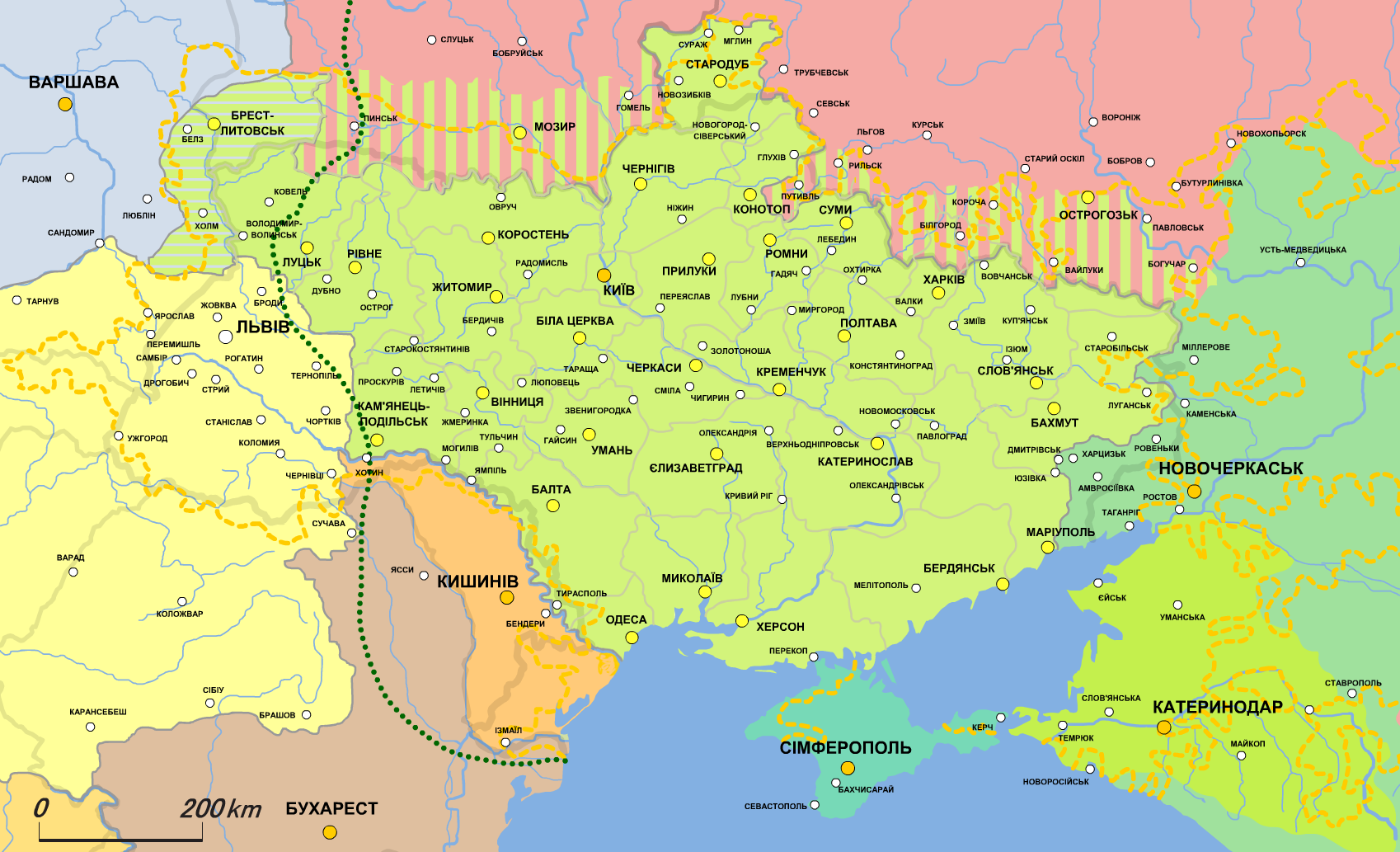
Ucrania tras el tratado de Brest-Litovsk

El 9 de febrero de 1918, la República Popular Ucraniana, por un lado, y el Imperio alemán, Austria-Hungría, el Imperio otomano y el Reino de Bulgaria, por el otro, concluyeron un Tratado de paz Brest-Litovsk independientemente de la República Rusa. La República Popular Ucraniana fue reconocida como un Estado independiente dentro de las fronteras delineadas por la Tercera Universal. Las delegaciones de Alemania y Austria-Hungría acordaron unirse a Jolm y Podlasie, así como la formación de una tierra de la corona separada en Galitzia, Bukovina y Transcarpatia. Los países de la Unión Cuaternaria prometieron proporcionar asistencia militar al gobierno de la República Popular de Ucrania en la guerra con los bolcheviques rusos con la condición de suministrar alimentos a Alemania y Austria-Hungría: 60 millones de piezas de pan, 2.75 millones de piezas de carne, 400 millones de huevos y otros productos agrícolas.

### Golpe de Estado

#### Rebelión de Pavló Skoropadski
Después de la revolución bolchevique, Skoropadski tomó posiciones en la Rada Central Ucraniana y formó parte de la organización de la defensa de Ucrania contra la ofensiva bolchevique bajo las órdenes de Yevguenia Bosh. Las tropas de Skoropadski protegieron a la Rada de las desorganizadas fuerzas bolcheviques que se retiraban del frente hacia Kiev. A pesar de este servicio, los dirigentes de la Rada no apreciaban a Skoropadski, al que consideraban un representante de los círculos monárquicos rusos. Dimitió a fin de año debido a desacuerdos con el secretario de la Rada Central.

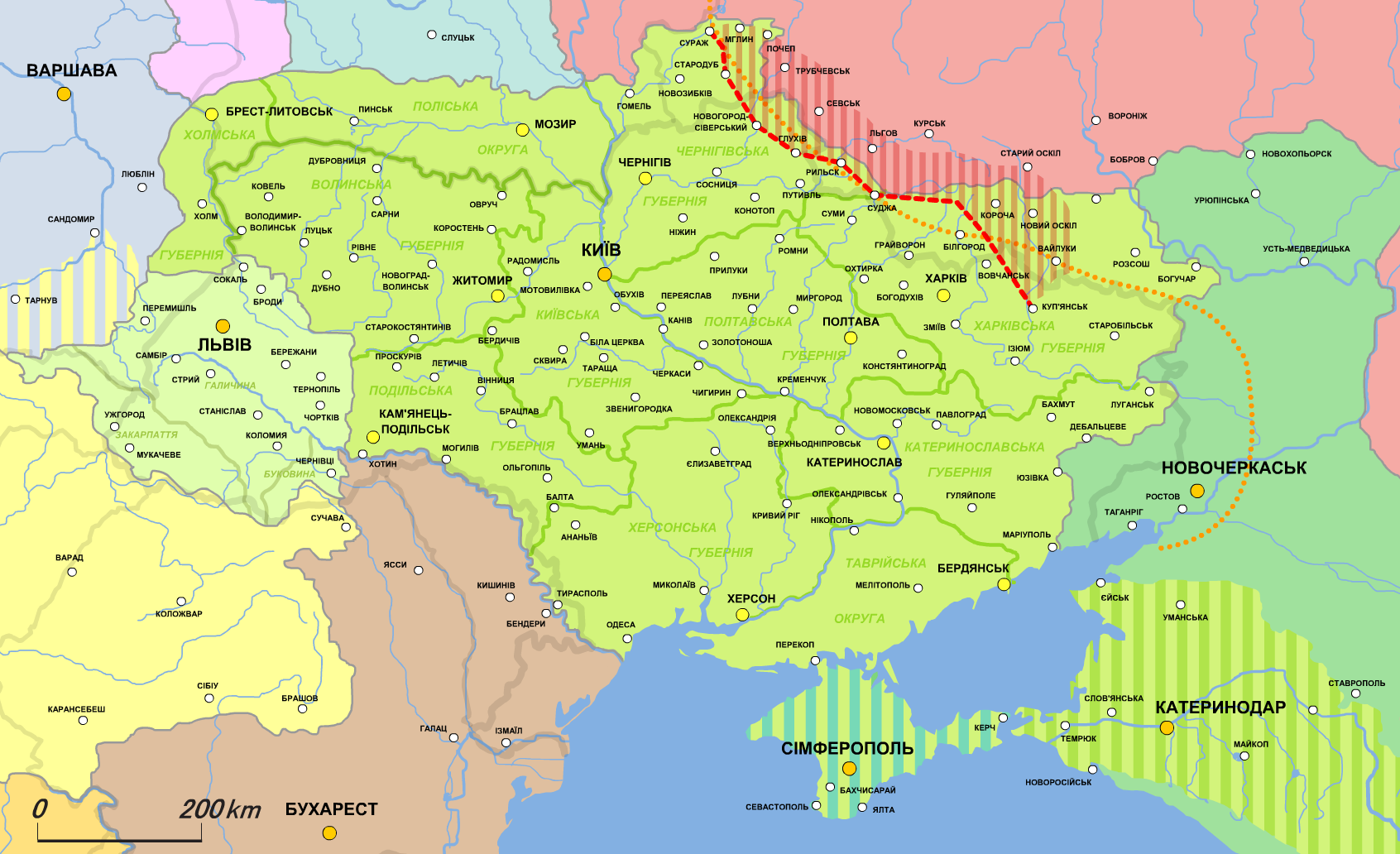
Territorios bajo control ucraniano en noviembre de 1918

A comienzos de febrero de 1918, los bolcheviques tomaron Kiev, y Skoropadski se ocultó para evitar su detención. El 2 de marzo, unidades alemanas recuperaron la ciudad y la Rada Central volvió a establecerse en Kiev. Reapareció entonces en la capital ucraniana, aunque no tuvo un papel principal en las primeras semanas de ocupación alemana. Aunque los primeros en ponerse en contacto con él sobre la posibilidad de que tomase el poder, fueron los austrohúngaros a comienzos de abril, estos contactos cesaron pronto y dieron paso a negociaciones con los alemanes entre el 11 y el 12 de abril. Los primeros contactos con los alemanes había tenido lugar a petición de algunos partidarios del teniente general, reunidos en la Liga de Terratenientes. Los preparativos en paralelo de Skoropadski y de los alemanes para eliminar a la Rada dieron pronto paso a la cooperación entre las dos partes.
Skoropadski, en desacuerdo con la orientación socialista de la Rada, organizó la oposición en la «Sociedad Popular Ucraniana» (Українська Народна Громада).
El 26 de abril, se reunió con el jefe del Estado Mayor regional, Wilhelm Groener, para tratar las condiciones en la que los imperios estaban dispuestos a entregarle el Gobierno; estas suponían la conversión del país en un protectorado. Groener exigió la disolución de la Rada y de la Asamblea Constituyente, la aceptación del tratado de paz firmado en febrero, el control del Ejército por las autoridades alemanas, la supresión de todas las limitaciones a la exportación, el mantenimiento de los latifundios, la restauración del derecho de propiedad de la tierra y el control de los nombramiento gubernamentales. Skoropadski aceptó las condiciones. Con el objetivo de camuflar el golpe de Estado como una decisión puramente ucraniana, los conspiradores decidieron utilizar el Congreso de la Alianza de Terratenientes, integrada fundamentalmente por medianos y grandes propietarios rusificados hostiles al nacionalismo ucraniano, que debía celebrarse tres días más tarde. Groener aseguró de forma indirecta a Skoropadski que podía contar con apoyo militar alemán si fracasaba en su intentona con sus propias fuerzas.

#### Derrocamiento de la Rada Central
Skoropadski liquidó la Rada Central y sus instituciones, comités de tierras, abolió la república y las reformas llevadas a cabo bajo la República Popular Ucraniana. La política interna se basó en las tradiciones cosacas de formación del estado y los estándares sociopolíticos del imperio ruso liquidado. En política exterior, el liderazgo estatal siguió un curso antibolchevique, centrado en una alianza con Kubán, Crimea y el Don, y contó con el apoyo de Alemania. La política del liderazgo del estado ucraniano fue apoyada por círculos conservadores de la sociedad ucraniana, militares, terratenientes, así como por el comando de las tropas de las Potencias Centrales, que, según el Tratado de Paz de Brest, ocuparon Ucrania.

#### Contra-rebelión
En noviembre de 1918, Skoropadski sufrió un levantamiento acaudillado por Simón Petliura y Néstor Majnó. El alzamiento restauró formalmente la República Popular de Ucrania, pero el poder derivó en el Directorio de Ucrania, un cuerpo no elegido de cinco miembros encabezados por Volodímir Vinnichenko el 13 de noviembre. El grueso de las fuerzas del Hetmanato se pasó al Directorio, que comenzó a avanzar hacia la capital el 18 de noviembre. Aún con protección alemana y tras el fracaso del Directorio en tomar Kiev, protegido por unidades alemanas y otras de oficiales rusos con las que los insurgentes deciden no enfrentarse, Skoropadski se mantuvo un mes más en la capital.
Después de alcanzar un acuerdo de neutralidad con los alemanes el 12 de diciembre, las tropas del Directorio acabaron entrando en Kiev el 14 tras vencer la inútil resistencia de las unidades de oficiales rusos fieles a Skoropadski. Derrotado, Skoropadski abdicó el 14 de diciembre de 1918 y tras permanecer unos días más en la ciudad escondido, huyó disfrazado junto con el ejército alemán en retirada.

### Restauración

#### Directorio

Territorio reclamado en la conferencia de paz de París en 1919

La derrota de los Imperios Centrales en la Primera Guerra Mundial privó al hetman Pavló Skoropadski de su principal sostén. Algunos nacionalistas ucranianos formaron entonces un Gobierno republicano, el Directorio, para derrocarlo. El Directorio se sublevó contra la autoridad del Hetmanato en noviembre de 1918. Hubo de enfrentarse de inmediato a la renacida República Socialista Soviética de Ucrania apoyada por Moscú. Capaz de reunir un gran apoyo militar al comienzo gracias a su programa de entrega de la tierra a los campesinos, castigo de los terratenientes y de los ocupantes, la falta de aplicación de aquel produjo pronto la desilusión de los campesinos y el debilitamiento del Directorio. Incluso antes de la pérdida de la capital a manos de los bolcheviques en febrero de 1919, el Directorio había quedado paralizado por la pérdida de respaldo popular, la falta de control de sus propias fuerzas militares, a menudo acaudilladas por jefes prácticamente independientes, y las luchas intestinas entre sus políticos.
Refugiadas en el oeste del país, las fuerzas del Directorio lograron recuperar terreno temporalmente durante el verano e incluso retomar efímeramente Kiev gracias al avance del Ejército de Voluntarios, que expulsó a los bolcheviques del territorio, que habían perdido a su vez gran parte del apoyo popular inicial.
Carente de cuadros para sustituir la anterior administración rusa, con unos líderes sin experiencia previa en gobernar y con sus bases en el campesinado, inestable y desorganizado, el directorio se concentró en gestos políticos inútiles que le privaron de importantes apoyos.
En su nuevo avance al este, Petliura alcanzó la capital ucraniana el 31 de agosto. Denikin, sin embargo, expulsó a las tropas del Directorio al día siguiente y se hizo con el control de la ciudad. El nacionalismo ruso de Denikin resultó incompatible con el ucraniano de Petliura. Así, tras fallidos intentos de conciliación, el 24 de septiembre el Directorio declaró la guerra a Denikin. Las fuerzas de este llegaron a alcanzar Cherníhiv el 12 de octubre. A pesar de la extensión de su dominio a gran parte de Ucrania, la represión del campesinado, la devolución de las haciendas a los terratenientes, la prohibición del ucraniano, la persecución de la intelectualidad ucraniana y los pogromos causaron el rechazo de gran parte de la población hacia el Ejército de Voluntarios. El 1 de septiembre y obligado por la situación, Petliura firmó un armisticio oficial con Varsovia.

#### Unificación de Ucrania
El 15 de julio, las fuerzas de la República Popular de Ucrania, la Ucrania «rusa», se unieron a las de la República Popular Ucraniana Occidental, la Ucrania «austrohúngara», que habían sido expulsadas de Galitzia por los polacos en la guerra polaco-ucraniana. Las dos se habían unido formalmente mediante un acuerdo suscrito en Fástiv el 1 de diciembre de 1918 y confirmado en Kiev el 22 de enero del año siguiente, pero habían mantenido su autonomía política y militar, confiando en tener así mayores posibilidades de obtener el reconocimiento internacional, hasta que la crisis del verano precipitó una unión más estrecha.
El acuerdo tenía como objetivo crear un estado ucraniano unificado, un movimiento muy esperado por la intelectualidad de ambos lados.  Sin embargo, la Ley Zluky se consideraba puramente simbólica en el sentido de que ambos gobiernos aún conservaban sus propios ejércitos, administraciones y estructuras gubernamentales separadas. Según el tratado, Galitzia se convertiría en una parte autónoma de Ucrania.
El texto del universal elaborado por la Dirección de la República Popular de Ucrania:

««El territorio de Ucrania, dividido a lo largo de los siglos, incluyendo Galitzia, Bukovyna, Rutenia de los Cárpatos y Dniéper Ucrania, se convertirá ahora en una gran Ucrania unida. Los sueños por los cuales lucharon y murieron los mejores hijos de Ucrania se han hecho realidad.»»

### Derrota militar

#### Derrota en la guerra polaco-soviética
Expulsadas de Ucrania las fuerzas del Directorio por Denikin primero y los soviéticos después y con el poder gubernamental otorgado a Petliura como dictador, este rubricó un pacto con Józef Piłsudski el 21 de abril de 1920. En dos semanas, las fuerzas polacas apoyadas por las de Peltliura desbarataron las defensas soviéticas, avanzaron cerca de doscientos cincuenta kilómetros y tomaron Kiev el 7 de mayo. Sin embargo, polacos y soviéticos comenzaron a negociar en Riga en septiembre, sin permitir la participación de Petliura. El 1 de octubre se firmó un armisticio.  En diciembre de 1920, la Sociedad de Naciones rechazó la petición de ingreso realizada por Petliura. Según el acuerdo final entre polacos y soviéticos, firmado el 18 de marzo de 1921, más de cuatro millones de ucranianos quedaron en territorio polaco y unos treinta en el soviético.

#### Exilio
El Gobierno de la República Popular Ucraniana en el exilio fue un gobierno en el exilio creado en 1921 como consecuencia de la invasión soviética y polaca de Ucrania que actuó como representante de la diáspora Ucraniana finalizó en 1992 con el reconocimiento de la República de Ucrania como el sucesor legítimo de la República Popular de Ucrania

## Gobierno y política

### Reconocimiento internacional

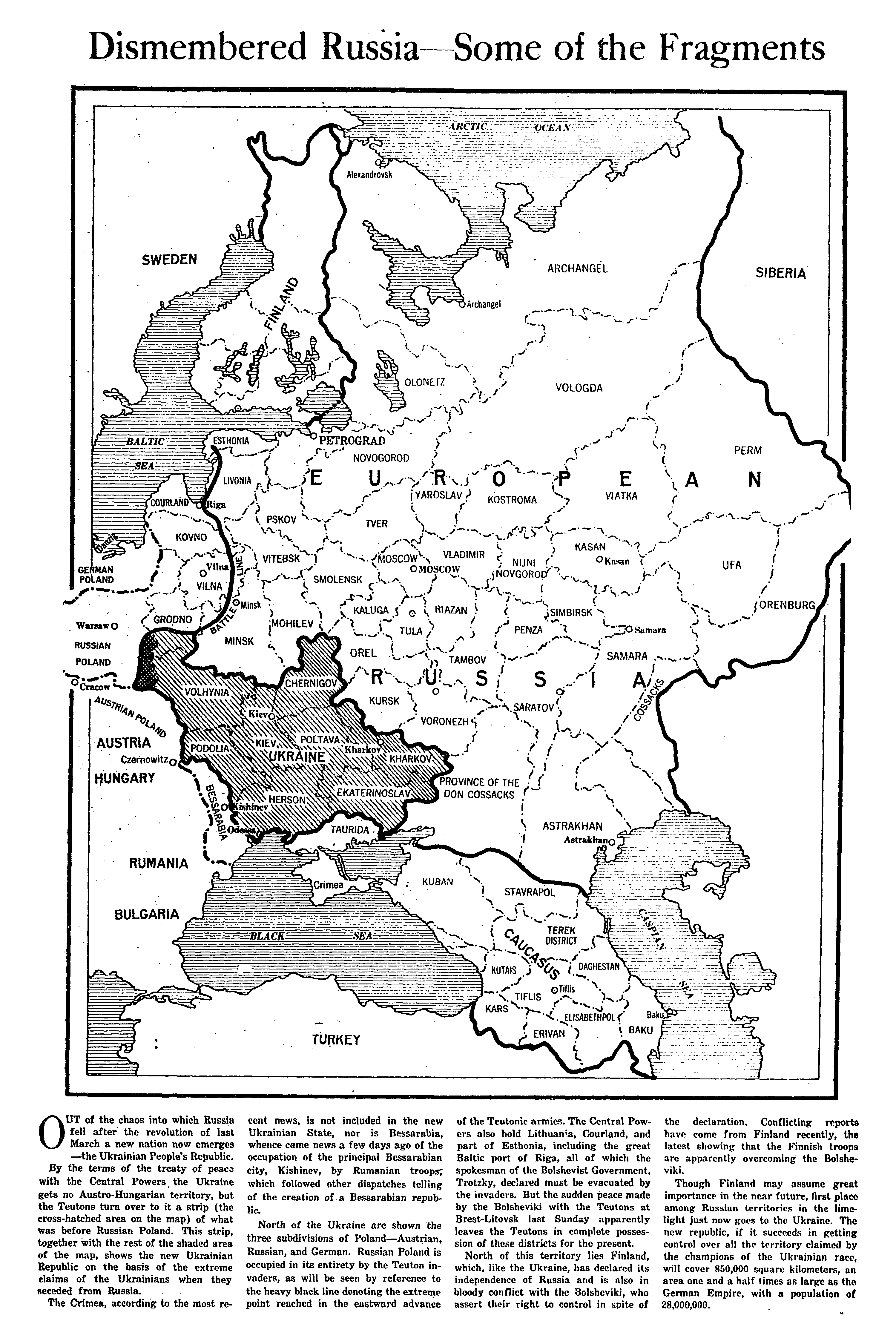
Ucrania según el New York Times en 1918

La República Popular Ucraniana fue parte de la firma del Tratado de Brest-Litovsk (Ucrania) y del proceso de negociación preliminar. El tratado reconoció de iure a la República Popular de Ucrania, estableció sus fronteras estatales y estableció la decisión de comenzar relaciones diplomáticas, comerciales y políticas plenas entre la República y el Imperio alemán, el Imperio austrohúngaro, el Imperio búlgaro y el Imperio otomano. También era importante que no solo el contenido sino también la forma del tratado (énfasis en el preámbulo de la iniciativa pacífica del gobierno de la República Popular Ucraniana, reconocimiento de la autenticidad del texto ucraniano del tratado, etc.) llevara al estado ucraniano a la arena internacional como un tema completo del derecho internacional.
Como resultado del reconocimiento internacional, Ucrania en 1917-1920 surgió como un verdadero sujeto de derecho internacional. Su personalidad jurídica internacional se realizó mediante la celebración de acuerdos interestatales, la participación en conferencias internacionales y el establecimiento de relaciones bilaterales diplomáticas y consulares.
Sin embargo, hubo algunas dificultades en la implementación de Ucrania como una entidad internacional de pleno derecho. En primer lugar, esto se explica por los problemas internos de la formación del estado, la posición desfavorable de los países occidentales sobre el tema ucraniano y la intervención externa, que finalmente condujo a la destrucción de Ucrania. Sin embargo, las bases establecidas por las actividades internacionales del estado ucraniano en 1917-1920 contribuyeron al desarrollo del estatus legal internacional de la Ucrania actual, que con la declaración de independencia obtuvo pleno derecho del derecho internacional.

#### Entente
- Tercera República Francesa: El 3 de enero de 1918, Georges Tabui anunció oficialmente que el Gobierno de la República Francesa lo había nombrado «Comisionado de la República Francesa ante el Gobierno de la República de Ucrania». El 11 de enero de 1918, Kiev y París iniciaron oficialmente relaciones diplomáticas.[38]
- Reino Unido de Gran Bretaña e Irlanda: Después de Francia, Ucrania fue reconocida por Gran Bretaña, como informó «Nova Rada» el 22 de enero de 1918.[38]

#### Potencias Centrales
- Imperio alemán: Reconocimiento y establecimiento de relaciones diplomáticas desde la firma del Tratado de Brest-Litovsk (Ucrania) el 9 de febrero de 1918, apoyó a Ucrania como contrapeso a Polonia y Rusia.
- Imperio austrohúngaro: Reconocimiento y establecimiento de relaciones diplomáticas desde la firma del Tratado de Brest-Litovsk el 9 de febrero de 1918, su apoyo a Ucrania fue débil debido al patrocinio de los polacos para oponerse a Rusia y Alemania.
- Reino de Bulgaria e  Imperio otomano: Reconocimiento y establecimiento de relaciones diplomáticas desde la firma del Tratado de Brest-Litovsk el 9 de febrero de 1918.

#### Rusia
- RSFS de Rusia: El 12 de junio se firma  un tratado de paz preliminar entre el Estado ucraniano y la República Soviética de Rusia de conformidad con el Artículo VI del Tratado de Rusia con las Potencias Centrales (el tratado de Versalles). El preámbulo de este tratado establece que está firmado por dos estados independientes. El artículo 4 del tratado se refería al intercambio de cónsules para proteger los intereses de los ciudadanos. Sobre esta base, el estado ucraniano estableció consulados generales en Moscú y Petrogrado y en otras 18 ciudades rusas, donde vivía un número significativo de ucranianos. Se establecieron consulados rusos en 7 ciudades de Ucrania. El 24 de diciembre de 1918, se emitió una resolución del Comisariado del Pueblo para Asuntos Exteriores de la RSFS de Rusia declarando que después de la anulación del Tratado de Paz de Brest, el gobierno de la República Rusa no reconocería a Ucrania como un estado independiente.
- Ejército Blanco: Reconocimiento por parte del liderazgo del Ejército Voluntario del poder del Hetman bajo la condición de la alianza de Ucrania con el «movimiento blanco».

#### Polonia
- Regencia de Polonia: Reconocimiento a través del intercambio de embajadores después de la firma del Tratado de Paz de Brest.
- Segunda República Polaca: Firma del Pacto de Varsovia en 1920.

#### Otros
- Argentina: El 5 de febrero de 1921, el gobierno argentino decidió reconocer a la República Popular de Ucrania.
- Santa Sede: Reconocimiento real a través del nombramiento de un visitante apostólico a Ucrania en 1919.
- Reino de Rumania: Reconocimiento y establecimiento de relaciones diplomáticas en marzo de 1918. Intercambio de embajadores. Firma de un acuerdo económico temporal el 26 de octubre de 1918.
- Lituania,  Letonia y  Estonia
- República Popular Bielorrusa: Reconocimiento unilateral por parte del BNR, nombramiento de un embajador en Ucrania. La Enciclopedia de la Historia de Bielorrusia afirma que en junio de 1918 una delegación bielorrusa encabezada por Skirmunt visitó Kiev y el Gobierno de la República Popular de Ucrania (UPR) reconoció el BNR, se abrió un consulado general en Kiev y un consulado BNR encabezado por Stepán Nekrashévich en Odesa.[39][40]
- República Democrática de Azerbaiyán, Reino de Grecia, República Democrática de Georgia, Dinamarca, Reino de España, Reino de Italia, Noruega, Persia, Finlandia, Suiza, Suecia: Intercambio de representantes diplomáticos y establecimiento de oficinas consulares en Ucrania entre 1918 y 1920.

### Fuerzas Armadas

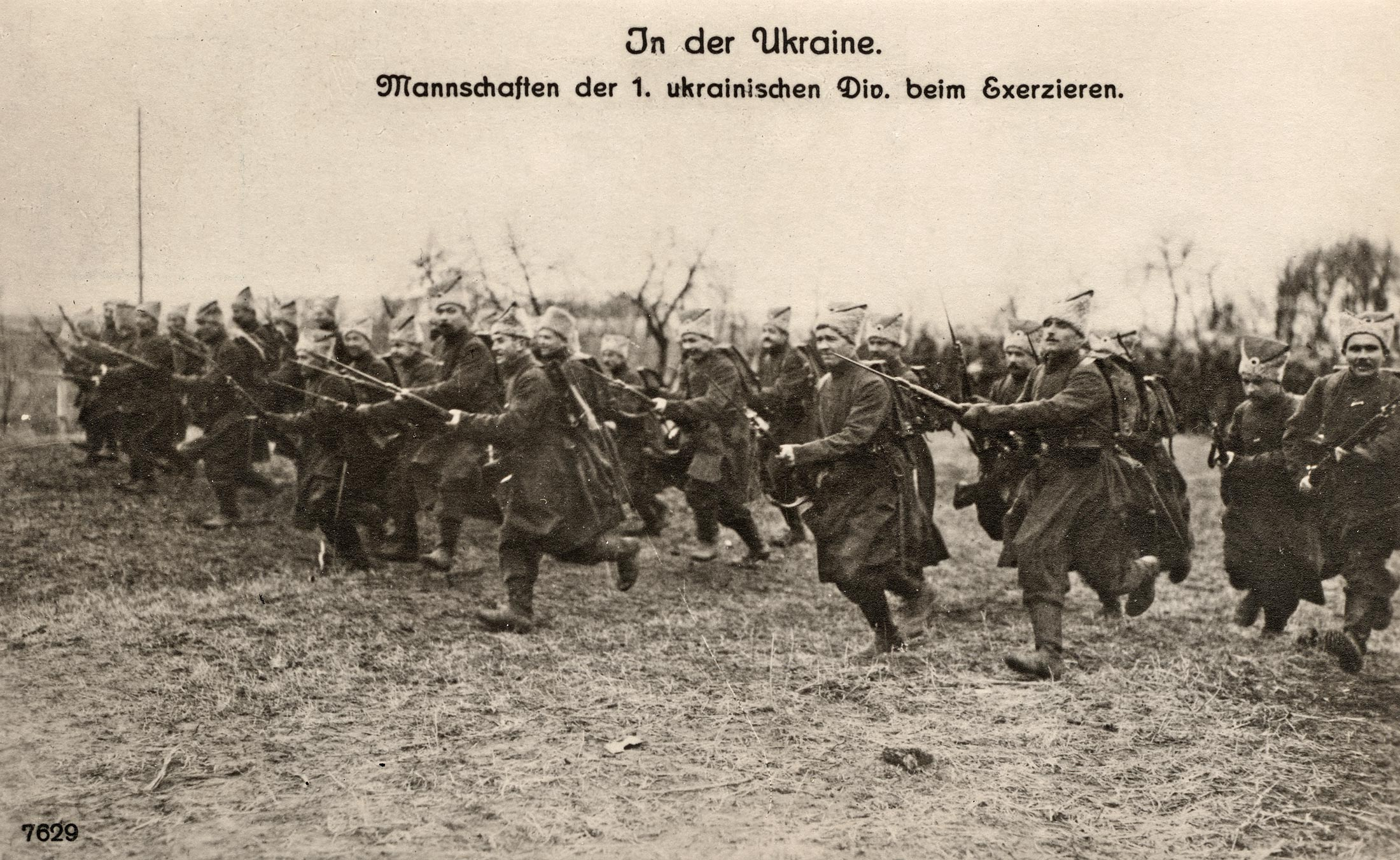
Soldados de la primera división de Abrigos Azules entrenando, 1918

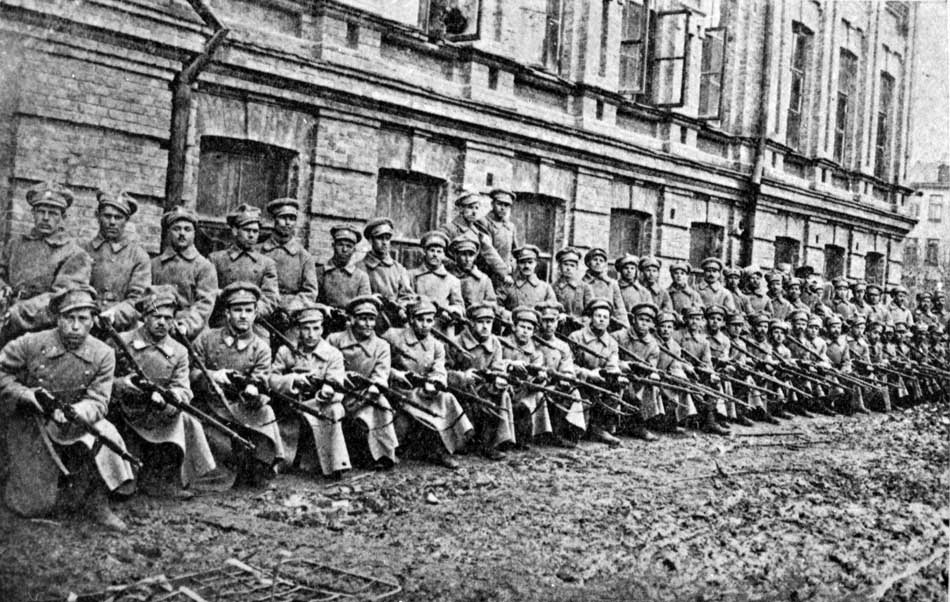
Tiradores del Sich, 1918

#### Ejército
- Segundo regimiento ucraniano Pavló Polubotko
- Haydamatskyi Kish de Ucrania Libre
- Tiradores del Sich
- Tiradores ucranianos del Sich
- Cuerpo Zhaporizhko
- Cosacos negros
- Batas grises
- Abrigos azules
- Tercera división de tiradores de Hierro del Ejército de la República Popular de Ucrania
- División Estepa
- Ejército Popular Revolucionario de Ucrania
- Escuelas conjuntas juveniles militares
- Ejército ucraniano de Galitzia

#### Armada
- Armada de la República Popular Ucraniana
- Marines de la República Popular Ucraniana
- Flota mercantil de la República Popular UcranianaFlota ucraniana en Sebastopol, 1918

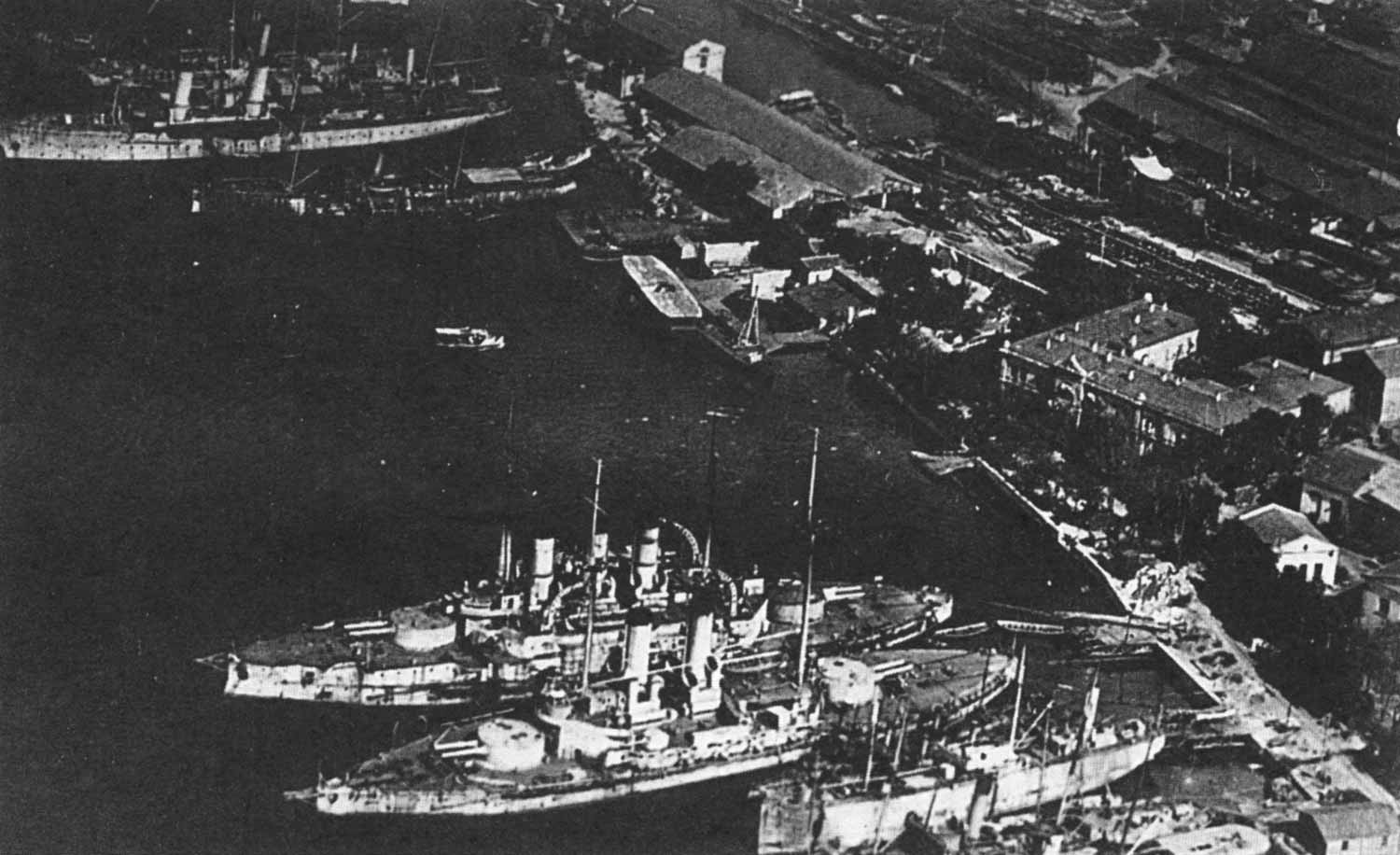
Flota ucraniana en Sebastopol, 1918

#### Conflictos bélicos

##### Guerra polaco-ucraniana
La guerra polaco-ucraniana fue una guerra entre la recién constituida Polonia independiente y la recién proclamada República Popular Ucraniana Occidental entre 1918 y 1919 por el control de los territorios del Imperio austrohúngaro en ese momento en descomposición, concluyendo con la liquidación de la República Popular Ucraniana Occidental incorporándose como territorio polaco, y firma del reconocimiento de esta integración y alianza para luchas contra los soviéticos entre Polonia y la República Popular de Ucrania.

##### Guerra ucraniano-soviética
La Guerra ucraniano-soviética fue el conflicto militar entre 1917 y 1921 entre la República Popular Ucraniana y la Rusia Soviética, apoyada por los bolcheviques ucranianos, por la independencia de Ucrania tras la caída del Imperio ruso en la Revolución de Febrero de 1917.
En la misma se incluyen los combates entre las distintas entidades que se sucedieron en la dirección del movimiento independentista de Ucrania: la Rada Central de la República Popular de Ucrania, el Hetmanato de Pavló Skoropadski y el Directorio de Ucrania autodenominado continuador de la autoridad de la República Popular de Ucrania contra el movimiento bolchevique ucraniano y tropas bolcheviques rusas transformadas en el Ejército Rojo.
Acaban con la derrota de los independentistas ucranianos, la incorporación de la parte occidental de Ucrania a Polonia y la constitución de la República Socialista Soviética de Ucrania dentro de la URSS.

##### Guerra polaco-soviética
La guerra polaco-soviética fue un conflicto armado que enfrentó a la Rusia Soviética y la Segunda República Polaca desde el 14 de febrero de 1919 al 18 de marzo de 1921 cuando finalizó con el Tratado de Riga. La guerra fue el resultado de las tentativas expansionistas por parte de ambos bandos: Polonia pretendía recuperar los territorios perdidos a finales del siglo XVIII, y los soviéticos, aquellos que habían pertenecido al Imperio ruso antes de la Primera Guerra Mundial. Las fronteras entre Polonia y la Rusia soviética no habían sido definidas en el Tratado de Versalles, y posteriormente se tornaron más caóticas tras la retirada de las Potencias Centrales en el frente oriental, la Revolución rusa de 1917, la guerra civil rusa, las desintegraciones del Imperio ruso, del Imperio alemán y del Imperio austrohúngaro, así como las ambiciones de Ucrania y Bielorrusia para establecer su independencia.

### Proclamas universales
| Edición | Fecha                   | Descripción | Descripción |
| ------- | ----------------------- | --- | ----------- |
| 1.ª     | 23 de junio de 1917     | Declarada la proclamación de la autonomía de Ucrania dentro de Rusia; determinó que la principal fuente de poder en el país es el pueblo ucraniano.                          |             |
| 2.ª     | 16 de julio de 1917     | Fue un paso atrás, un compromiso con el Gobierno provisional ruso. Proclamó que la forma final de la autonomía de Ucrania sería decidida por la Asamblea Constituyente Rusa. |             |
| 3.ª     | 20 de noviembre de 1917 | Proclamó la República Popular de Ucrania: Ucrania no estaba completamente separada de Rusia, pero todo el poder pertenecía solo a la Rada Central y a la Secretaría General  |             |
| 4.ª     | 22 de enero de 1918     | Se declaró la independencia de Ucrania. La RP Ucraniana fue proclamada «un estado soberano independiente y libre del pueblo ucraniano»                                       |             |

### Divisiones administrativas
El 4 de marzo de 1918, el gobierno ucraniano aprobó la ley sobre la división administrativo-territorial de Ucrania. La ley establece que Ucrania se divide en 32 «zemlia» (tierras) que son administradas por sus respectivos «zemstvo». Esta ley no se implementó por completo, ya que el 29 de abril de 1918 hubo un golpe antisocialista en Kiev, después de lo cual hetman Pavló Skoropadskyi retiró la reforma a la administración de tipo «gubérniya».
| Divisiones administrativas provisionales de la República Popular Ucraniana (1918) | Divisiones administrativas provisionales de la República Popular Ucraniana (1918) |
| --------------------------------------------------------------------------------- | --------------------------------------------------------------------------------- |
|                                                                                   |                                                                                   |
| División administrativa                                                           |                                                                                   |
| Tierra de Azov                                                                    | Tierra de Pobuzhie                                                                |
| Tierra de Bolojiv                                                                 | Tierra de Pohoryna                                                                |
| Tierra de Bratslávschyna                                                          | Tierra de Podilia                                                                 |
| Tierra de Volinia                                                                 | Tierra de Podnistrovsk                                                            |
| Tierra de Derevsk                                                                 | Tierra de Podoña                                                                  |
| Tierra de Donetsk                                                                 | Tierra de Polovetska                                                              |
| Tierra de Drehovytsk                                                              | Tierra de Poltava                                                                 |
| Tierra de Zhaporizha                                                              | Tierra de Pomoria                                                                 |
| Tierra de Nyz                                                                     | Tierra de Porosia                                                                 |
| Tierra de Nueva Zhaporizha                                                        | Tierra de Posulya                                                                 |
| Tierra de Pereyáslav                                                              | Tierra de Samara                                                                  |
| Tierra de Pidliashia                                                              | Tierra de Siversch                                                                |
| Tierra de Sich                                                                    | Tierra de Slobidschyna                                                            |
| Tierra de Cherkasy                                                                | Tierra de Cherníhiv                                                               |
| Ciudades Adminitrativas                                                           |                                                                                   |
| Kiev                                                                              |                                                                                   |
| Odesa                                                                             |                                                                                   |
| Járkov                                                                            |                                                                                   |

## Demografía

### Población

Mapa lingüístico de 1914 con zonas donde se delimita el uso de los idiomas dentro del Imperio ruso. En color verde está representado el idioma ucraniano.

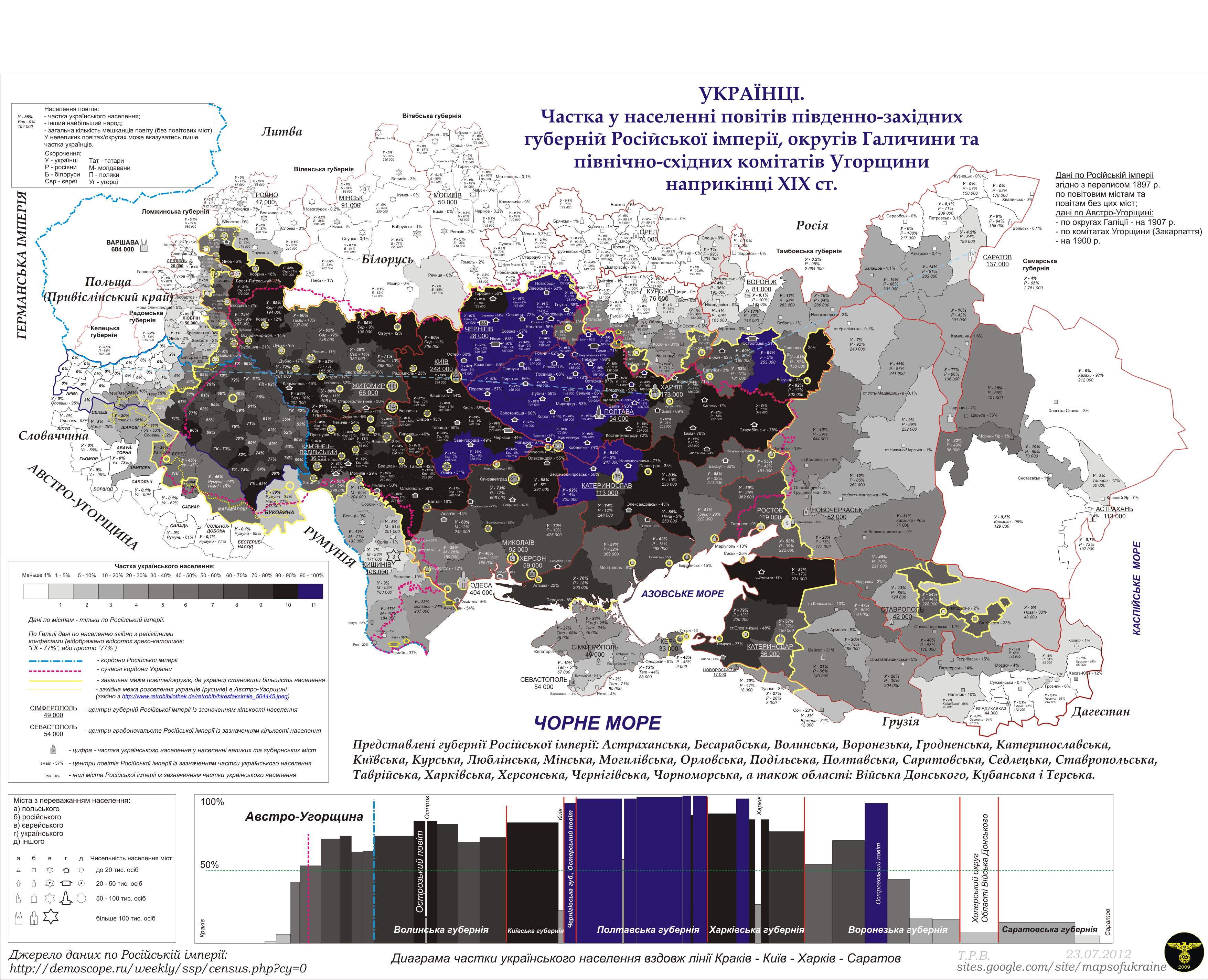
Mapa de 1897 donde se muestran las zonas habitadas por ucranianos.

La población mayoritaria de la república eran los ucranianos aunque había importantes minorías de judíos y rusos. La población de la República Popular Ucraniana antes de la unificación de Ucrania se estima en un total de 40 000 000 de habitantes. Contando todos los territorios reclamados por la república en la conferencia de Paz de París de 1919, en los que se incluye la República Popular Ucraniana Occidental y la República Popular de Kubán se estima en 50 230 600 de habitantes.

### Idioma
El idioma oficial de la república se estableció como el ucraniano. El idioma mayoritario dentro de la república era el ucraniano y estaba bastante más extendido que en la actualidad.